# 海南清水灣違建事件
海南清水灣違建事件發生於中華人民共和國海南省陵水黎族自治县，事件跨度約2012年到2018年底案發，事件為一佔地千畝的違法住宅區透過行賄和軟性抗法，多年逐漸建設完成並銷售予一千多人，最終案發政府強制執行與建商和買房戶產生利益衝突，成為海南全省轟動的大案。2019年4月央視新聞調查節目以專題報導此案件。

## 事件概述
海南国茂公司的母公司是建造房產經驗超過20年的老牌建設公司「辽宁国茂投资集团」，早在2011年便成立此子公司開始密謀策畫此大型建案，並收購陵水黎族自治县英州镇兩家農業開發公司，取得它們的相連一千多畝農地，也就是此事案發建築物所在處。
第一階段海南国茂的負責人柳茂盛採取的策略是行賄英州鎮相關官員，使其出台打造「泥療養生度假園區」的規劃案，此案2012年一出後国茂並立刻與其接洽此時其土地已經在手、公司已經設立，可說此案量身為其打造，2012年12月順利與英州鎮政府簽訂投資意向書，「國茂.清水湾」建案正式成立。2013年12月再與上一級的陵水縣簽訂20億投資備案，內容為「養生旅遊區」，此時大背景是中央政府已經下令海南不能再以房地產為主要產業，必須發展其他產業改革結構，所以用商品房建案為名會有後續風險，因此採旅遊設施和旅館的外衣混淆視聽為其計畫。
第二階段是一大難題其手上土地此時性質是農地，要變更地目按法規要將土地交還政府，政府變更地目後向社會公開掛拍，任何建商都可參與投標把地買走，若按合法程序走顯見有大量不確定風險和新增成本，国茂決定略過此一過程強行直接開工建設，使用生米煮成熟飯的策略，期間再向更多人行賄，期望最後能就地合法。而隱患也在此時埋下，由於沒有掛拍程序使其無法申請房產五證，若最後就地合法的算盤落空自然全部成為違建。
第三階段開始建造後，數年間陵水县国土资源局長鄧明裕已發現其不合法本質，並執意查處，多次發布《行政处罚决定书》和停工命令，各種罰款累計達五千多萬，最終也斷水斷電，然而柳茂盛採用自備發電機和自挖水塘儲水方式保障施工繼續，同時繼續行賄一些官員使強制司法動作延宕無法執行，同時其採用未知的方式，居然在2015年6月使其“陵水国际泥疗养生园项目”成為海南32大招商項目之一，並被列為海南省“十三五”重点工程。
2017年房產部分落成開始售賣，“十三五”重点工程的標籤成為其哄騙一大武器，其實眾多購房者本身明知房子五證皆無，但由於深信此一標籤所以心中也暗自認知最終應該會「就地合法」而購買。
2019年1月12日，海南省人民政府決定強制處理此案件，大批特警和執法人員進駐，挨家挨戶通知全社區是違建，所有人必須搬離，政府接管全部建物留待拆除或另行處置，同日切斷建商違法偷接的水電。

## 後續處置
案發後公安與中紀委介入調查，建商所有高管包含柳茂盛被收押候審，收賄官員交黨紀國法處理。
目前已經查封国茂集团在其他省份的一千多間合法手續房產、五筆土地、資金若干，海南省政府的專案小組方向定為將這些資產法拍變賣，補償買房者款項之後清退搬出，讓整個違建社區清空後處置。

## 謠言誤傳
此事掀起社會議論後有眾多以訛傳訛的謠言添加，官方以報導釐清已知內容：
- 佔地萬畝[4]：其實建設範圍僅1034畝出頭，萬畝為其售樓處委託的推銷團隊於海報上誇示用語，意指周邊自然景觀區可享受萬畝。
- 雙暫停政策：謠傳最終拿不到房產證是2016年起海南實施的建案調控抑制政策，又稱審批雙暫停，然而陵水縣並無在此政策區，兩者完全無關。[1]
- 備案表有房地產字樣：該備案表原文樣貌已經在媒體播出，「房地產」字樣是寫在開發商資質能力一欄，此案性質一欄寫的是旅遊區。